# Église Saint-André de Saint-André-de-Boëge
L'église Saint-André de Saint-André-de-Boëge est une église catholique française, située dans le département de la Haute-Savoie, dans la commune de Saint-André-de-Boëge.

## Historique
Une église primitive est attestée vers le XIIe siècle.
L'église fut construite entre 1855 et 1858. Elle a été édifiée dans un style néoclassique sarde.
En 1987, l'édifice est entièrement rénové et les peintures sont refaites.